# Casa de Alburquerque
La Casa de Alburquerque es una casa nobiliaria española originaria de la Corona de Castilla, cuyo nombre proviene del ducado de Alburquerque, título nobiliario hereditario que Enrique IV de Castilla otorgó a su valido Beltrán de la Cueva, gran maestre de la Orden de Santiago, el 26 de septiembre de 1464, siendo una de las mercedes con las que el monarca premió a su valido a cambio de su renuncia al Maestrazgo de Santiago. En 1521 el ducado de Alburquerque recibió de Carlos I de España la grandeza de España inmemorial. El título estuvo en manos de la familia De la Cueva desde sus orígenes hasta 1811, en que falleció en Londres sin sucesión masculina José Miguel de la Cueva y de la Cerda, XIV duque de Alburquerque, siendo heredado por la familia Osorio, marqueses de Alcañices y de los Balbases, a quien se concedieron los derechos en 1830 tras un largo pleito sucesorio.
Originariamente el heredero de la casa ostentaba el título de conde de Ledesma, y desde 1562 el correspondiente es el de marqués de Cuéllar. Actualmente es jefe de la Casa de Alburquerque Juan Miguel Osorio y Bertrán de Lis, XIX duque de Alburquerque, quien además ostenta otros títulos que se han ido incorporando por matrimonios y herencias a la Casa: el ducado de Algete, el marquesado de Alcañices, el marquesado de Cadreita, el marquesado de Montaos, el marquesado de Cullera, el condado de Fuensaldaña, el condado de Grajal y el condado de Villanueva de Cañedo; es además, presidente de la Fundación de la Casa Ducal de Alburquerque.

## Títulos nobiliarios concedidos a la Casa de Alburquerque
- Condado de Ledesma, creado a favor de Beltrán de la Cueva, el 23 de abril de 1462 por el rey Enrique IV;
- Vizcondado de Huelma, creado a favor de Diego Fernández de la Cueva, en 1463 por el rey Enrique IV;
- Ducado de Alburquerque, creado a favor de Beltrán de la Cueva, I conde de Ledesma, el 26 de noviembre de 1464 por el rey Enrique IV;
- Condado de Huelma, creado a favor de Beltrán de la Cueva, I duque de Alburquerque, el 20 de agosto de 1474 por el rey Enrique IV;
- Marquesado de Cuéllar, creado a favor de Francisco Fernández de la Cueva y Girón, en 1530 por el rey Carlos I;